# Bistum Jundiaí
Das Bistum Jundiaí (lateinisch Dioecesis Iundiaiensis, portugiesisch Diocese de Jundiaí) ist eine in Brasilien gelegene römisch-katholische Diözese mit Sitz in Jundiaí im Bundesstaat São Paulo.

## Geschichte
Das Bistum Jundiaí wurde am 17. November 1966 durch Papst Paul VI. aus Gebietsabtretungen des Erzbistums Campinas und des Erzbistums São Paulo errichtet. Es ist dem Erzbistum Sorocaba als Suffraganbistum unterstellt.

## Bischöfe von Jundiaí
- Gabriel Paulino Bueno Couto OCarm, 1966–1982
- Roberto Pinarello de Almeida, 1982–1996
- Amaury Castanho, 1996–2004
- Gil Antônio Moreira, 2004–2009, dann Erzbischof von Juiz de Fora
- Vicente Costa, 2009–2022
- Arnaldo Carvalheiro Neto, seit 2022